# Танк-победитель
Па́мятник «Танк-победи́тель» установлен в Санкт-Петербурге у реки Красненькой (проспект Стачек, 106—108). Входит в мемориальный комплекс Кировский вал.
На гранитном постаменте установлен танк «КВ-85», который выпускал Челябинский Кировский завод в годы Великой Отечественной войны. За ним находится сохранившийся ДОТ с надписью 1941—1945. Это один из двух известных сохранившихся экземпляров данной модели. Ещё один танк, представляющий собой «КВ-1с» с 85-мм орудием в штатной башне, находится в Кубинке.
Памятник установлен в 1951 году по предложению инженера-конструктора танка Ж. Я. Котина и по проекту архитектора В. А. Каменского. 

Тяжёлый танк КВ-85 создан на Кировском заводе. Участвовал в боях в годы Великой Отечественной войны 1941—1945 гг.
У ДОТа — бетонная стела (архитектор В. Э. Шевеленко) с текстом:

В час смертельной опасности, когда немецко-фашистские войска рвались в город Ленина, мужественные ленинградцы под артиллерийскими обстрелами и авиационными бомбежками вместе с военными строителями создали непреодолимую оборону с долговременными огневыми точками. Здесь оборонялись части истребительно-противотанковой артиллерии 42 армии.

Ранее в композицию входили два обелиска, установленные по обе стороны от Ленинградского шоссе (ныне — проспект Стачек).

Автор композиции В. А. Каменский, автор оформления обелисков Г. Ф. Ветютнев.

Обелиски были оформлены бронзовыми пятиконечными звёздами, в верхних частях цоколей бронзовые рельефные гирлянды, в рамах бронзовые барельефы В. И. Ленина и И. В. Сталина, а также обе стороны медали «За оборону Ленинграда» и надпись «Ленинград». Облицовка коелгинским мрамором, высота (без звёзд) — 13,5 м.
Постамент, на котором установлен «Танк-победитель» был облицован белым мрамором.
Композиция была воздвигнута в 1949—1951 гг.
Близ этого места в 1945 году была сооружена не сохранившаяся Триумфальная арка, у которой торжественно встречали войска, возвращавшиеся с фронта 8 июля 1945 года.
В 2020 году безымянному скверу где установлен танк присвоено наименование «Ленинградский сквер».

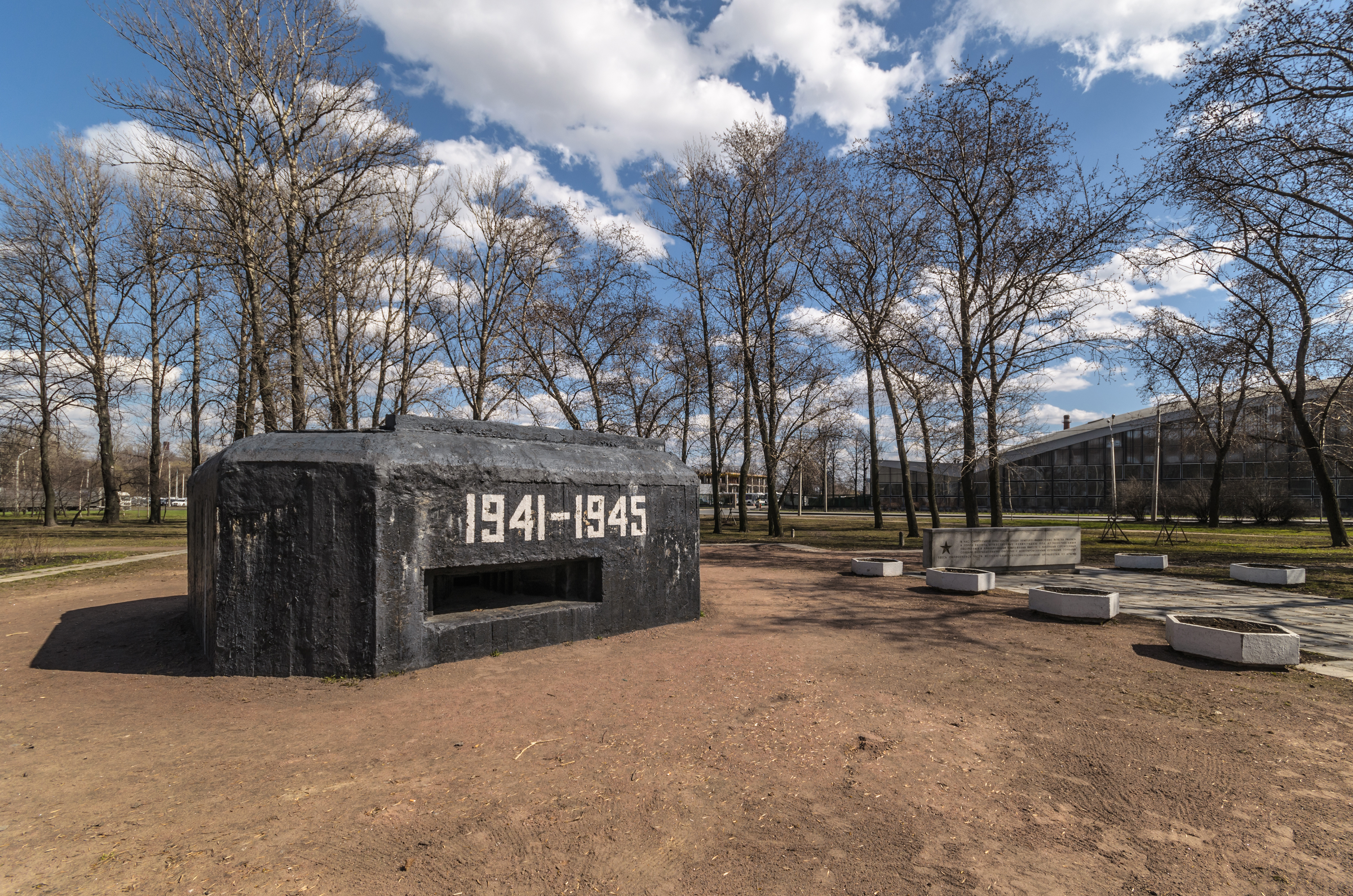
ДОТ в составе мемориального комплекса
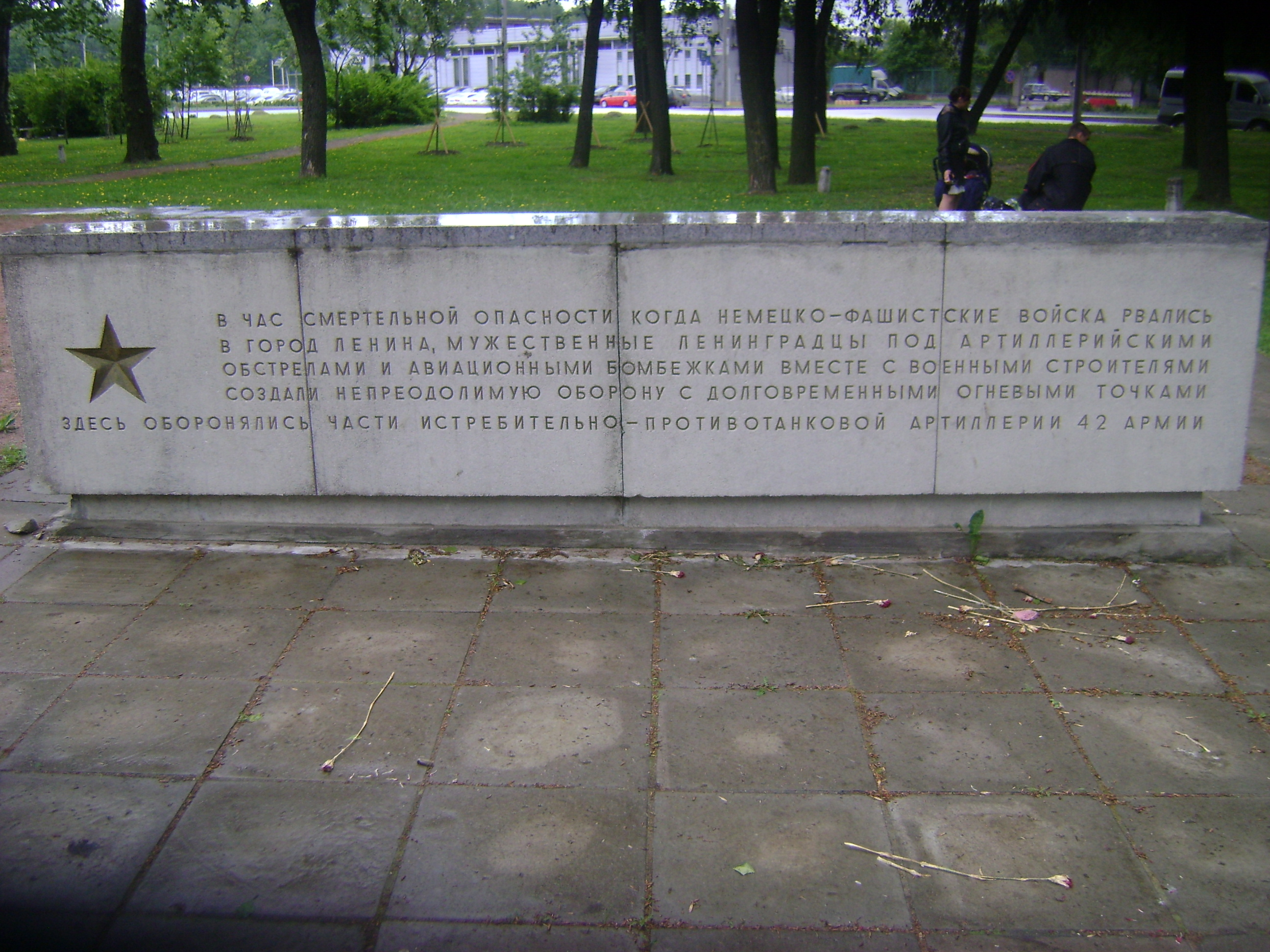
Стела в составе мемориального комплекса
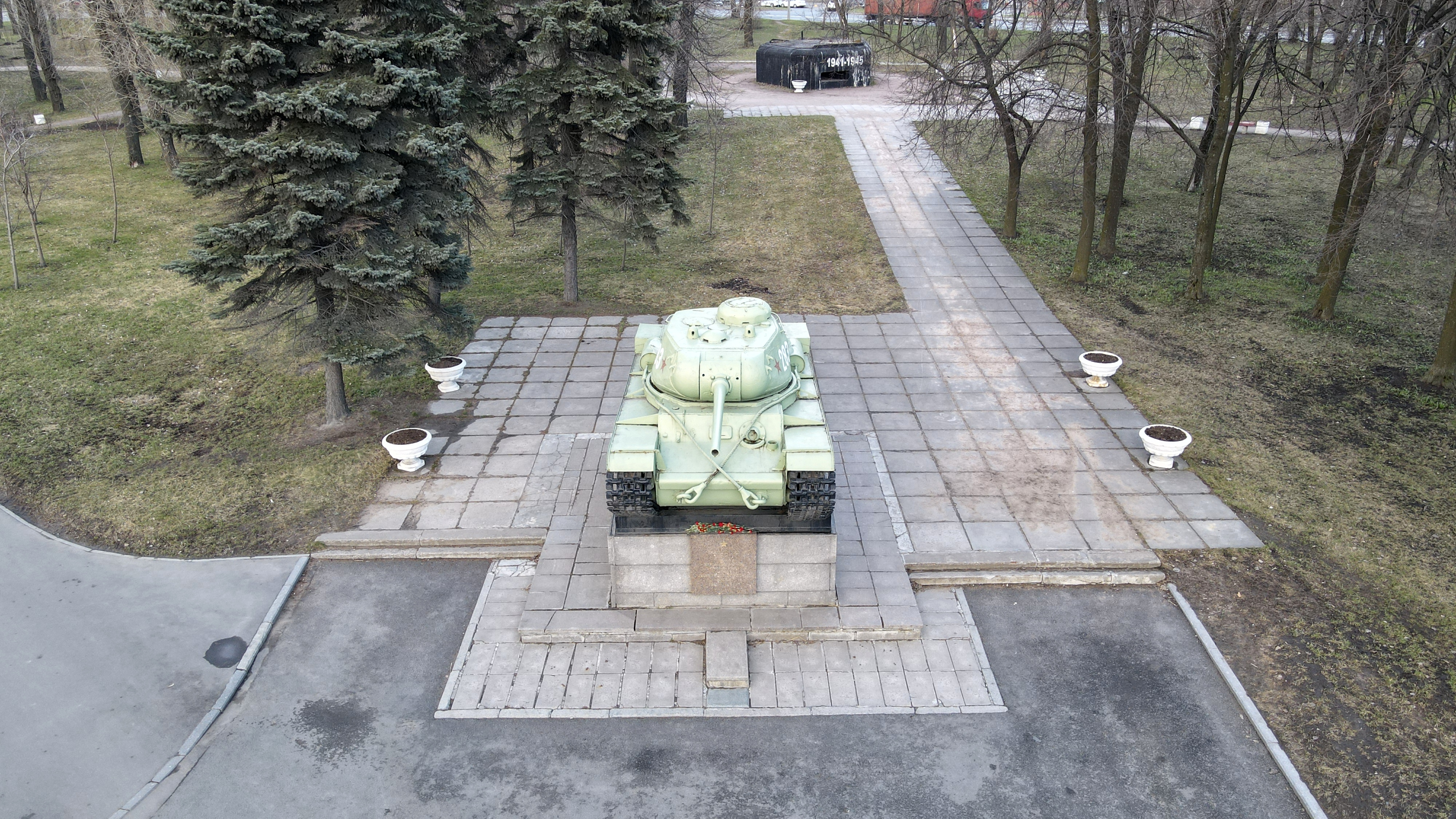
Вид на памятник с воздуха